# Liste der Naturdenkmäler im Bezirk Spittal an der Drau
Die Liste der Naturdenkmäler im Bezirk Spittal an der Drau listet die als Naturdenkmal ausgewiesenen Objekte im Bezirk Spittal an der Drau im Bundesland Kärnten auf.

## Naturdenkmäler
| Foto |                 | Name                                                     | ID    | Standort                                                | Beschreibung | Fläche    | Datum |
| ---- | --------------- | -------------------------------------------------------- | ----- | ------------------------------------------------------- | --- | --------- | ----- |
| 1    | Datei hochladen | Weittalfall                                              | Sp 12 | Dellach im Drautal KG: Drassnitz Standort               | Wasserfall, der über eine ca. 100 m hohe Kaskade stürzt. In besonders trockenen Sommern ist das Wasser des Weittalbaches vorrangig zur Versorgung des Weideviehs (über 100 Stück) erforderlich.                                                                             | 1,51 ha   |       |
| 1    | Datei hochladen | Lappenbach in Stein, Tuffbachl                           | Sp 11 | Dellach im Drautal KG: Stein Standort                   | Der Lappenbach gehört zu den wenigen rezenten Kalktuffbildungen in Kärnten. Er entspringt im NW-Hang des Jaukenmassivs der Gailtaler Alpen in ca. 800 m Seehöhe. Auf ca. 300 m Länge fließt er über ein mit Moos bewachsenes Gerinne.                                       | 4,83 ha   |       |
| 1    | Datei hochladen | Wacholderhain bei Stein                                  | Sp 28 | Dellach im Drautal KG: Stein Standort                   | Häufiges Auftreten des baumwüchsigen Wacholders (Juniperus communis) auf einer Fläche von 5 ha, weit über 100 Exemplare des baumwüchsigen Wacholders kommen vor, was in unserem Raum eine ganz besondere Seltenheit ist.                                                    | 4,17 ha   |       |
| 1    | Datei hochladen | Raggaschlucht – Raggabach – Striedensee                  | Sp 23 | Flattach, Obervellach KG: Flattach, Söbriach Standort   | Die Raggaschlucht liegt in der Kreuzeckgruppe, sie beginnt rund 800 m ober der Einmündung des Raggabaches in die Möll, ist 800 m lang und weist einen Höhenunterschied von 200 m auf. Sie zählt zu den schönsten und beeindruckendsten Schluchten der Alpen.                | 914,16 ha |       |
| 1    | Datei hochladen | Sommer-Linde bei der Bichlkapelle in Greifenburg         | Sp 13 | Greifenburg KG: Greifenburg Standort                    | Linde an der Südostseite der Bichlkapelle. | 113 m²    |       |
| 1    | Datei hochladen | Sommer-Linde in Greifenburg                              | Sp 14 | Greifenburg KG: Greifenburg Standort                    | Linde nordöstlich der Pfarrkirche in Greifenburg. | 153 m²    |       |
| 1    | Datei hochladen | Sommer-Linde in Großkirchheim, Schlosslinde              | Sp 16 | Großkirchheim KG: Döllach Standort                      | Mächtige Linde mit ausladender Krone im Hof des Schlosses Großkirchheim. Laut Besitzerin ist die Linde zur Zeit Napoleons (1763–1821) gepflanzt worden. | 254 m²    |       |
| 1    | Datei hochladen | Wasserfall Jungfernsprung                                | Sp 25 | Heiligenblut am Großglockner KG: Rojach Standort        | Der Jungfernsprung ist ein Wasserfall des Zopenitzenbaches, eines Zuflusses der Möll aus der Schobergruppe. Die Höhe des Wasserfalles beträgt 135 m, der Aufprallpunkt befindet sich 120 m oberhalb des Talbodens.                                                          | 1,83 ha   |       |
| 1    | Datei hochladen | Gössnitzfall                                             | Sp 26 | Heiligenblut am Großglockner KG: Zlapp und Hof Standort | Fall des Gössnitzbaches am Ausgang des Gössnitztales; Höhe des Wasserfalles 80 m. Der Gössnitzfall ist ein Teil des Erlebnisweges „Natura Mystica“. | 10,39 ha  |       |
| 1    | Datei hochladen | Gelber Rhododendron in Lendorf, Wunderblume von Lenorf   | Sp 04 | Lendorf KG: Lendorf Standort                            | Einziges wildwachsendes Vorkommen der Gelben Alpenrose in Österreich.Anmerkung: Verortung möglicherweise ungenau! Exakte Verortung noch erforderlich! | 42 m²     |       |
| 1    | Datei hochladen | Sommer-Linde in Stöcklern                                | Sp 02 | Lurnfeld KG: Pusarnitz Standort                         | Die Linde steht am Ortsende der Ortschaft Stöcklern südlich der schmalen Straße. | 200 m²    |       |
| 1    | Datei hochladen | Stappitzer See und Umgebung                              | Sp 29 | Mallnitz KG: Mallnitz Standort                          | Der See mit seinen relativ großen Verlandungszonen gibt der Landschaft des Seebachtales ein besonderes Gepräge, welches sonst kaum in den Tauerntälern anzutreffen ist. Große Bedeutung bekommt der See und seine Umgebung als Rastplatz für Zugvögel.                      | 11,17 ha  |       |
| 1    | Datei hochladen | Bäume am Dornbacher Schlossteich                         | Sp 07 | Malta (Kärnten) KG: Dornbach Standort                   | Baumkulisse am Damm des Teiches von Schloss Dornbach bestehend aus 15 Ahornen, 4 Lärchen, 3 Fichten, 2 Eschen, 2 Pappeln und 2 Kastanien. | 0,22 ha   |       |
| 1    | Datei hochladen | Dornbacher Schlossallee                                  | Sp 06 | Malta (Kärnten) KG: Dornbach Standort                   | Allee am Zufahrtsweg zum Schloss Dornbach. | 0,81 ha   |       |
| 1    | Datei hochladen | Fallbach-Wasserfall                                      | Sp 33 | Malta (Kärnten) KG: Malta Standort                      | Der Wasserfall stürzt über eine rund 200 m hohe Felsflanke und gilt somit als Kärntens gewaltigster Wasserfall. Am Fuße des Wasserfalles hat sich eine den dortigen Verhältnissen angepasste, typische Flora entwickelt.                                                    | 460 m²    |       |
| 1    | Datei hochladen | Lärchengruppe Perschitzweg                               | Sp 34 | Malta (Kärnten) KG: Maltaberg Standort                  | Von den ursprünglich 6 Exemplaren sind nur mehr 4 Lärchen vorhanden. Diese Lärchengruppe bildet den Restbestand eines dort einstmals mächtigen Lärchenwaldes. | 0,11 ha   |       |
| 1    | Datei hochladen | Sommer-Linde im Stiftshof in Millstatt, Stiftslinde      | Sp 01 | Millstatt am See KG: Millstatt Standort                 | Stiftslinde im Benediktiner-Hof des Stiftes Millstatt. Der Wuchs der sog. „300-jährigen Linde“ ist schlank und hoch, der Eindruck ist vital. Seit der baumchirurgischen Behandlung 1991 hat sich der Zustand des Baumes erheblich gebessert.                                | 200 m²    |       |
| 1    | Datei hochladen | Sommer-Linde in Obermillstatt                            | Sp 15 | Millstatt am See KG: Obermillstatt Standort             | Linde im Kreuzungsbereich der Straße nach Lammersdorf. | 200 m²    |       |
| 1    | Datei hochladen | Herzogfall und Rautfeldfall                              | Sp 36 | Millstatt am See KG: Obermillstatt Standort             | Der Riegerbach stellt einen weitgehend naturbelassenen Wasserlauf dar, der auf Grund des teilweise sehr steilen Geländes mit seinen Schluchtbereichen und den Wasserfällen einen wildbachähnlichen Charakter besitzt.                                                       | 343 m²    |       |
| 1    | Datei hochladen | Astner Moos                                              | Sp 27 | Mörtschach KG: Mörtschach Standort                      | Es handelt sich um ein Niedermoor, das aus einem aufgestauten See entstand, der im Laufe der Zeit verlandete. Das Moor ist 1 km lang und 50–80 m breit, durchflossen vom Astenbach in 1–2 m breiten Mäandern.                                                               | 10,53 ha  |       |
| 1    | Datei hochladen | Pirkner Bach                                             | Sp 30 | Oberdrauburg KG: Flaschberg Standort                    | Das Wasser des Pirkner Baches stürzt am Übergang von der Steilstufe kaskadenartig über, unter und neben gewaltigen Felsblöcken zu Tal. Daneben bilden sich große Stillwassertümpel mit hellblau gefärbtem Wasser, wobei die Farbe auf den Kalkgehalt des Wassers hindeutet. | 0,9 ha    |       |
| 1    | Datei hochladen | Silberfall und Silbergraben                              | Sp 31 | Oberdrauburg KG: Flaschberg, Oberdrauburg Standort      | Der Wasserfall fällt fast senkrecht über eine 70–80 m hohe Talstufe, wobei die Höhe des Wasserfalles selbst geringer ist. Der Bach hat sich bereits tief in das Gestein eingegraben und stellt ein Lehrbeispiel für die abtragenden Kräfte des Wassers dar.                 | 0,78 ha   |       |
| 1    | Datei hochladen | Zwickenberger Saubachgraben und Zwickenberger Wasserfall | Sp 32 | Oberdrauburg KG: Zwickenberg Standort                   | Der Zwickenberger Saubach weist alle Merkmale eines gänzlich naturbelassenen Wildbaches auf, er bildet tlw. Nebengerinne aus, auf Fels- und Geröllinseln inmitten des Bachbettes.                                                                                           | 4,21 ha   |       |
| 1    | Datei hochladen | Kirchenlinden bei St. Peter                              | Sp 19 | Radenthein KG: St. Peter in Tweng Standort              | 3 Linden 80 m östlich der Pfarrkirche St. Peter ob Tweng. Die beiden östlichen Linden sind an der Stammbasis zusammengewachsen. | 254 m²    |       |
| 1    | Datei hochladen | 2 Sommer-Linden in Rangersdorf, Kapellenlinden           | Sp 08 | Rangersdorf KG: Rangersdorf Standort                    | Linden beiderseits der Kapelle in Rangersdorf. Westlicher Baum: Der Stamm verzweigt sich in 4 m Höhe in 2 Nebenstämme, in der Stammgabel wächst Holler. Im östlichen Kronenbereich werden zwei Nebenstämme durch einen Metallspannring zusammengehalten.                    | 55 m²     |       |
| 1    | Datei hochladen | Wasserfälle am Bernitzbach                               | Sp 35 | Reißeck KG: Zandlach Standort                           | Die Wasserfälle am Bernitzbach weisen 3 Gefällestufen auf und stellen ein beeindruckendes Naturgebilde dar, welches in dieser Schönheit im unteren Mölltal einzigartig ist.                                                                                                 | 0,22 ha   |       |
| 1    | Datei hochladen | Lärchenhain im Pöllatal                                  | Sp 03 | Rennweg am Katschberg KG: Oberdorf Standort             | Lärchen im Landschaftsschutzgebiet Äußeres Pöllatal. Von den ursprünglich 4 Bäumen sind nur mehr 3 vorhanden, der vierte wurde Opfer eines Sturmes im Jahr 1994.Anmerkung: Verortung möglicherweise ungenau! Exakte Verortung noch erforderlich!                            | 113 m²    |       |
| 1    | Datei hochladen | Buchbichl                                                | Sp 22 | Weißensee KG: Techendorf Standort                       | Hauptsächlich mit Buchen bestockter Mischwald am Hangfuß des Mittaggrabens in Techendorf. | 1,52 ha   |       |
| 1    | Datei hochladen | Gebanzkogel                                              | Sp 17 | Weißensee KG: Techendorf Standort                       | Bewaldeter zum Weißensee vorspringender Kogel in Oberdorf. Bewuchs: Fichte, Eiche, Esche, Linde, Erle und Kirsche. Dieser Kogel ist der einzige aus dem südseitig geneigten Hang der Weißenseefurche vorspringende Hügel.                                                   | 0,49 ha   |       |
| 1    | Datei hochladen | Lärche auf der Winklerner Alm, Herrgottslärche           | Sp 21 | Winklern KG: Winklern Standort                          | Knorrige Lärche auf der Winklerner Alm. Laut Aussage eines Ortsansässigen hat Herr Fritz Zach, welcher zurzeit in den USA lebt, seinem im Krieg gefallenen Schikameraden Oskar Eder zu dessen Ehren ein Herrgottsbild in den Stamm der Lärche geschnitzt.                   | 113 m²    |       |

## Ehemalige Naturdenkmäler
| Foto |                 | Name                        | ID    | Standort                                       | Beschreibung | Fläche | Datum |
| ---- | --------------- | --------------------------- | ----- | ---------------------------------------------- | --- | ------ | ----- |
| 1    | Datei hochladen | Winter-Linde in Litzlhof    | Sp 10 | Lendorf KG: Lendorf Standort                   | Linde nördlich der Landesstraße Lendorf–Pusarnitz. Die Linde musste am 2. Oktober 2015 gefällt werden, eine erste Linde wurde bereits am 19. Juli 2012 Opfer eines Sturmes. Die beiden Linden trugen auch den Namen Peter-Wunderlich-Linden und waren nach einem Bauernführer des 15. Jahrhunderts aus Amlach, Peter Wunderlich, benannt, der an dieser Stelle 1478 hingerichtet wurde. | 113 m² | 1942  |
| 1    | Datei hochladen | Sommer-Linde in Kleindombra | Sp 20 | Millstatt KG: Millstatt GrStNr: 316/4 Standort | Hauslinde am Roschusterhof. Die Krone ist mit einem Seilanker und Gewindestäben gesichert. Laut Aussagen des Besitzers hat 1996 der Blitz in den Baum eingeschlagen und einen Hauptast gespalten. Das Totholz ist im Winter 2001/02 abgebrochen. Mit Bescheid vom 21. August 2017 wurde der Schutz widerrufen.                                                                          | 200 m² |       |

| Foto:                    | Fotografie des Naturdenkmals. Klicken des Fotos erzeugt eine vergrößerte Ansicht. Daneben finden sich zwei Symbole: \| Weitere Bilder vorhanden \| Das Symbol bedeutet, dass weitere Fotos des Objekts verfügbar sind. Durch Klicken des Symbols werden sie angezeigt. \| \| Eigenes Foto hochladen \| Durch Klicken des Symbols können weitere Fotos des Objekts in das Medienarchiv Wikimedia Commons hochgeladen werden. \| |
| Name:                    | Bezeichnung des Naturdenkmals laut offiziellen Quellen |
| ID                       | Identifikator |
| Standort:                | Es ist die Gemeinde und falls vorhanden die Adresse angegeben. Darunter sind die Katastralgemeinde (KG) und die Grundstücksnummer angeführt. Durch Aufruf des Links Standort wird die Lage des Denkmals in verschiedenen Kartenprojekten angezeigt. |
| Beschreibung             | Kurze Beschreibung des Naturdenkmals |
| Fläche                   | Fläche des Naturdenkmals in Hektar (ha) |
| Datum                    | Datum oder Jahr der Unterschutzstellung |
| Weitere Bilder vorhanden | Das Symbol bedeutet, dass weitere Fotos des Objekts verfügbar sind. Durch Klicken des Symbols werden sie angezeigt. |
| Eigenes Foto hochladen   | Durch Klicken des Symbols können weitere Fotos des Objekts in das Medienarchiv Wikimedia Commons hochgeladen werden. |